# Алексенко Михайло Олександрович
Миха́йло Олекса́ндрович Але́ксенко (1861— 3 листопада 1920, Харків) — український ботанік, приват-доцент, альголог і бріолог.

## Життєпис
Народився в родині полтавського поміщика, точна дата і місце народження невідомі.
Закінчив Харківський університет. В цьому ж університеті працював з 1896 до кінця життя. З 1888 року член, з 1907 до 1920 — науковий секретар Товариства дослідників природи при Харківському університеті.
Одним з перших Алексенко почав систематично вивчати водорості й мохи на території України (Харківщина, Полтавщина, Чернігівщина), а також в колишній Курській та інших губерніях; описав ряд нових видів водоростей.